# Peter O'Mara
Peter O'Mara (9 december 1957) is een Australische jazzgitarist en -componist.

## Biografie
O'Mara studeerde aan de gitaaracademie onder George Golla, aan het Sydney Conservatorium of Music en aan jazzclinics bij Jamey Aebersold, Dave Liebman, Randy Brecker, John Scofield en Hal Galper. O'Mara begon zijn professionele carrière tussen 1976 en 1981 in Australië. Hij was een prijswinnaar voor jazzcompositie 1980 en 1982, uitgereikt door de NSW Jazz Action Society. Zijn eerste album Peter O'Mara werd uitgebracht in 1980 en kreeg lovende kritieken. Hij ontving de Don Banks Memorial Fellowship voor buitenlandse studie. 1981 studeerde hij in New York bij Dave Liebman, John Scofield, Roland Hanna, Jimmy Raney en Attila Zoller. O'Mara verhuisde eind 1981 naar München, Duitsland. Hij vervoegde zich bij Klaus Doldingers band Passport in 1990 en toerde met deze band een aantal keer door Europa, maar ook door Zuid-Afrika en Brazilië.
Zijn onderwijsactiviteiten omvatten onder meer workshops in heel Europa, een lectoraat voor jazzgitaar aan de Anton Bruckner Private University for Music, Drama en Dance Austria, evenals de University of Music and Performing Arts Munich. Hij is ook auteur van vier veelgeprezen boeken van de internationaal gerenommeerde jazzuitgevers Advance Music. In 2012 bracht O'Mara het soloalbum My Time uit, met studiomuzikanten als Tim Collins op vibrafoon, Matthias Gmelin op drums en Henning Sieverts op contrabas. Alan Bryson van All About Jazz ontdekte dat het smaakvolle terughoudendheid bood, een zachte after hours sound die een aantrekkelijk alternatief is voor smooth jazz. Het is een album (vier covers, zes originele titels) dat goed werkt als sfeermuziek, maar de interactie is energiek en ingewikkeld en de solo's zijn fantasierijk, melodieus en goed doordacht.

## Discografie
- 1990: Avenue U featuring Joe Lovano, Roberto Di Gioia, Dave Holland & Adam Nussbaum (Enja Records)
- 1993: Stairway featuring Tony Lakatos, Russell Ferrante, Anthony Jackson, Tom Brechtlein & Alex Acuña (Enja Records)
- 1994: Travellers featuring Tony Lakatos, Roberto di Gioia, Anthony Jackson, Ernst Ströer & Wolfgang Haffner (SBF)
- 1995: Symmetry featuring Bob Mintzer, Marc Johnson & Falk Willis (GLM Edition Collage)
- 1996: A-Strain featuring Adrian Mears, Patrick Scales & Falk Willis (SBF)
- 1997: Heritage featuring Florian Trübsbach, H.C. Petzoldt, Florian Schmidt, Guido May & Biboul Darouiche (SBF)
- 1998: : Too Early for This World featuring Henning Sieverts & Guido May (GLM Edition Collage)
- 1999: Back Seat Driver featuring Johannes Enders, Victor Alcántara, Henning Sieverts & Matthias Gmelin (Enja Records)
- 2001: With-Within-Without featuring Michael Hornek & Henning Sieverts (Acoustic Music)
- 2003: Mirage featuring Henning Sieverts & Adam Nussbaum (Pirouet Records)
- 2008: YuMag featuring Michael Hornek, Patrick Scales & Christian Lettner (Marangani)

## Leerboeken
- A Rhythmic Concept for Jazz Guitar. Advance Music.
- A Rhythmic Concept for Funk/Fusion Guitar. Advance Music.
- A Modal Concept for Jazz Guitar. Advance Music.
- A Chordal Concept for Jazz Guitar. Advance Music.

- Bibsys: 5061724
- Gemeinsame Normdatei: 134477014
- International Standard Name Identifier: 0000 0001 1072 8351
- Library of Congress Control Number: no98033357
- MusicBrainz: b161d89a-4984-425a-9657-2aaf66ec1575
- Nationale Bibliotheek van Israël: 987007315252305171
- Nederlandse Thesaurus van Auteursnamen: 172072042
- Virtual International Authority File: 79638689
- WorldCat: E39PBJkxFpdf3vC3pgfJ4M4jG3